# Saint-Laurent-de-Carnols
Saint-Laurent-de-Carnols település Franciaországban, Gard megyében. Lakosainak száma 535 fő (2022. január 1.). Saint-Laurent-de-Carnols Cornillon, La Roque-sur-Cèze, Saint-Christol-de-Rodières, Saint-Michel-d’Euzet, Saint-Paulet-de-Caisson és Salazac községekkel határos.

## Népesség
A település népessége az elmúlt években az alábbi módon változott:
| Lakosok száma | 189  | 203  | 279  | 444  | 466  | 475  | 496  | 500  | 500  | 535  |
|               | 1968 | 1982 | 1990 | 2006 | 2013 | 2015 | 2017 | 2019 | 2020 | 2022 |